# Duma (Hama)
Duma (arab. دوما) – wieś w Syrii, w muhafazie Hama. W 2004 roku liczyła 499 mieszkańców.